# Теодорос Кавалиотис
Тео̀дорос Кавалио̀тис (на гръцки: Θεόδωρος Καβαλιώτης; на арумънски: Teodor Kavalioti) е гръцки учен, просветен деец и свещеник, видна фигура на Новогръцкото просвещение.

## Биография
Роден е в 1718 година. По етнически произход е арумънин, грък или албанец, като самият той никъде не коментира въпроса, явно смятайки го за несъществен. Спорно е и дали получава фамилията си Кавалиотис (в превод Кавалски), тъй като е роден в Кавала или по друга причина, но прекарва по-голямата част от живота си в Москополе. Учи в Москополе, а след това философия и математика в училището Маруциос в Янина (1732 – 1734) при Евгениос Вулгарис.
От 1743 година работи като преподавател в училище, което после се преобразува в т.нар. Нова академия в Москополе. В 1750 година наследява Севастос Леонтиядис като директор на училището и остава такъв 21 години (1748 – 1769). Трудовете му, написани на гръцки са „Логика (1749, непубликуван), „Физика“ (1752, непубликуван), „Новогръцка граматика“ (1760), „Метафизика“ (1767), „Протопирия“ (1770). Те са изключително популярни на балканите и ръкописни преписи са откривани дори в Яш. След разрушаването на Москополе в 1769 година вероятно заминава за Токай. В 1773 година се връща в Москополе, но не успява да възстанови Академията През юни 1789 година става свидетел на ново разрушение на града от местните мюсюлмански бейове. Кавалиотис умира на 11 август 1789 година.

## Протопирия
Сред най-известните му трудове е триезиковият речник на гръцки, армънски и албански език. В 1770 година Кавалиотис отпечатва във Венеция в печатницата на Антонио Бортоли учебник, наречен „Протопирия“. „Протопирия“ има 104 страници, като от 15 до 59 има триезичен речник на 1170 гръцки, арумънски и албански думи. Целта на речника е елинизацията на негръцкоговорещите православни общности на Балканите. Речникът е публикуван отново в 1774 от шведския професор Йохан Тунман, който преподава в Университета на Хале-Витенберг. Тунман добавя латински превод на думите.

## Извадка от първата страница на речника
| Ῥωμαίϊκα (Ромейски – гръцки) | Βλάχικα (Влашки – арумънски) | Ἀλβανίτικα (албански) | Български превод |
| ---------------------------- | ---------------------------- | --------------------- | ---------------- |
| Ἀββᾶς                        | Ηγούμενου                    | Ηγκουμέν              | Игумен           |
| Ἀγαλια                       | Ανάργα                       | Γκαντάλε              | Бавно            |
| Ἀγαπῶ                        | Βόη                          | Ντούα                 | Обичам           |
| Ἄγγελος                      | Άγγελου                      | Έγγελ                 | Ангел            |
| Ἀγγεῖον                      | Βάσου                        | Ένᾳ                   | Гърне            |
| Ἀγγίϛρι                      | Γκρέπου                      | Γκρέπ                 | Кукичка          |
| Ἀγελάδα                      | Βάκᾳ                         | Λιόπᾳ                 | Крава            |
| Ἅγιος                        | Σᾴμτου                       | Σσιέντ                | Свети            |
| Ἀγκάθι                       | Σκίνου                       | Γκιέπ                 | Трън             |
| Ἀγκάλη                       | Μπράτζᾳ                      | Πουσστίμ              | Прегръдка        |
| Ἀγκοῦρι                      | Καϛραβέτζου                  | Κραϛαβέτζ             | Краставица       |
| Ἀγκῶνας                      | Κότου                        | Μπᾳλλίουλ             | Лакът            |
| Ἀγνάντια                     | Καρσσί                       | Κουντρέ               | Отсреща          |

## Трудове
- Εἰσαγωγὴ εἰς τὰ ὀκτω μέρη τοῦ λόγου. Ἐν Μοσχοπόλει 1760 καὶ Ἑνετίῃσι 1774.
- Ἔπη πρὸς τὸν ἐξαρχικῶν ἐν Μοσχοπόλει ἐπιδημήσαντα Ἰωαννίκιον Χαλκηδόνος ἐν ἔτει 1750 Μαΐου 2.
- Μετάφρασις ἀλβανικὴ τῆς Καινῆς Διαθήκης.[19]
- Πρωτοπειρία. Ἑνετίῃσιν, 1770. Παρὰ Ἀντωνίῳ τῷ Βόρτολι.